# Elektryczne sterowanie dachu
Elektryczne sterowanie dachu - rozwiązanie techniczne stosowane w pojazdach mechanicznych/samochodach umożliwiające otwieranie/zamykanie fabrycznie lub niefabrycznie (rzadko spotykane) zamontowanego otwieranego dachu bez konieczności użycia siły ludzkich rąk (tzn. ruch korby zamocowanej do podsufitki).
Do elektrycznego sterowania dachu stosuje się silniki prądu stałego z możliwością obrotu w prawo i lewo. Dodatkowo stosuje się mikrowyłączniki lub czujniki Halla, za pomocą których urządzenie sterujące - za pomocą odebranych sygnałów - rozpoznaje położenie dachu.
Podobnie jak w elektrycznym sterowaniu szyb stosuje się zabezpieczenie przed zaciśnięciem dachu (w trakcie zamykania); urządzenie sterujące rozpoznaje zwiększony opór (wzrasta pobór prądu), zmienia się na krótko kierunek prądu (silnik obraca się w przeciwnym kierunku).
Główne elementy elektrycznego sterowania dachu:
- czujniki Halla lub mikrowyłączniki,
- elektroniczne urządzenie sterujące,
- obwody elektryczne,
- tarcza pozycyjna,
- pokrętło wyboru pozycji.